# باد صبا (فیلم)
باد صبا (به انگلیسی: The Lovers' Wind) یا باد عاشقان فیلم مستندی دربارهٔ طبیعت و مردم ایران ساختهٔ آلبر لاموریس در ۱۹۶۹ (۱۳۴۷ خورشیدی) است.
این فیلم چشم‌اندازهای گوناگونی از ایران را از آسمان و با بالگرد نشان می‌دهد. موسیقی فیلم از آثار سنتی موسیقی ایران و ساختهٔ حسین دهلوی و ابوالحسن صباست. فیلم به سفارش وزارت فرهنگ و هنر ساخته شد. گویندگی این فیلم را منوچهر انور انجام داد.
پس از پایان فیلم‌برداری و ارائۀ اثر به دولت وقت ایران، به درخواست آنان تصمیم به اضافه‌کردن جلوه‌های صنعتی ایران گرفته شد. در حین فیلم‌برداری از سد کرج، بالگرد گروه به کابل‌های مخصوص تمرین تکاوران برخورد و سقوط کرد که منجر به کشته‌شدن کارگردان فیلم آلبر لاموریس و گروهش شد. فیلم‌بردار ایرانی فیلم (محمود نوربخش) به همراه پسر لاموریس از بالگرد پیاده شدند و از مرگ نجات یافتند. همسر و پسر لاموریس، فیلم را بر پایهٔ یادداشت‌های او تکمیل و هشت سال بعد، در ۱۹۷۸ منتشر کردند. این فیلم نامزد جایزه اسکار بهترین مستند شد.

## رد مستند توسط مقامات پهلوی و ضبط مجدد منتهی به کشته‌شدن
بنابر گفتهٔ منوچهر انور گویندهٔ گفتار متن مستند «باد صبا» وقتی لاموریس فیلم را آماده می‌کند و تحویل می‌دهد با اعتراض مقامات بالای آن زمان مواجه می‌شود که این آن چیزی نیست که ما می‌خواستیم. این خیلی برای لاموریس دردناک بود و سعی کرد او را از این کار معاف کنند اما نشد و به او گفتند در غیر این صورت فیلم پخش نخواهد شد. او بالاجبار تصمیم گرفت کار «نادل‌نشین» سد کرج را انجام دهد که ملخ بالگرد با گیرکردن به سیم‌های بالای سد کرج کنده شده و بالگرد به عمق آب سقوط می‌کند.